# Santaluoto (ö i Egentliga Finland)
Santaluoto är en ö i Finland. Den ligger i Skärgårdshavet och i kommunen Tövsala i den ekonomiska regionen  Nystadsregionen i landskapet Egentliga Finland, i den sydvästra delen av landet. Ön ligger omkring 31 kilometer väster om Åbo och omkring 180 kilometer väster om Helsingfors.
Öns area är 13,4 hektar och dess största längd är 0,6 kilometer i nord-sydlig riktning. Ön höjer sig omkring 20 meter över havsytan.